# 南池袋パーキングエリア

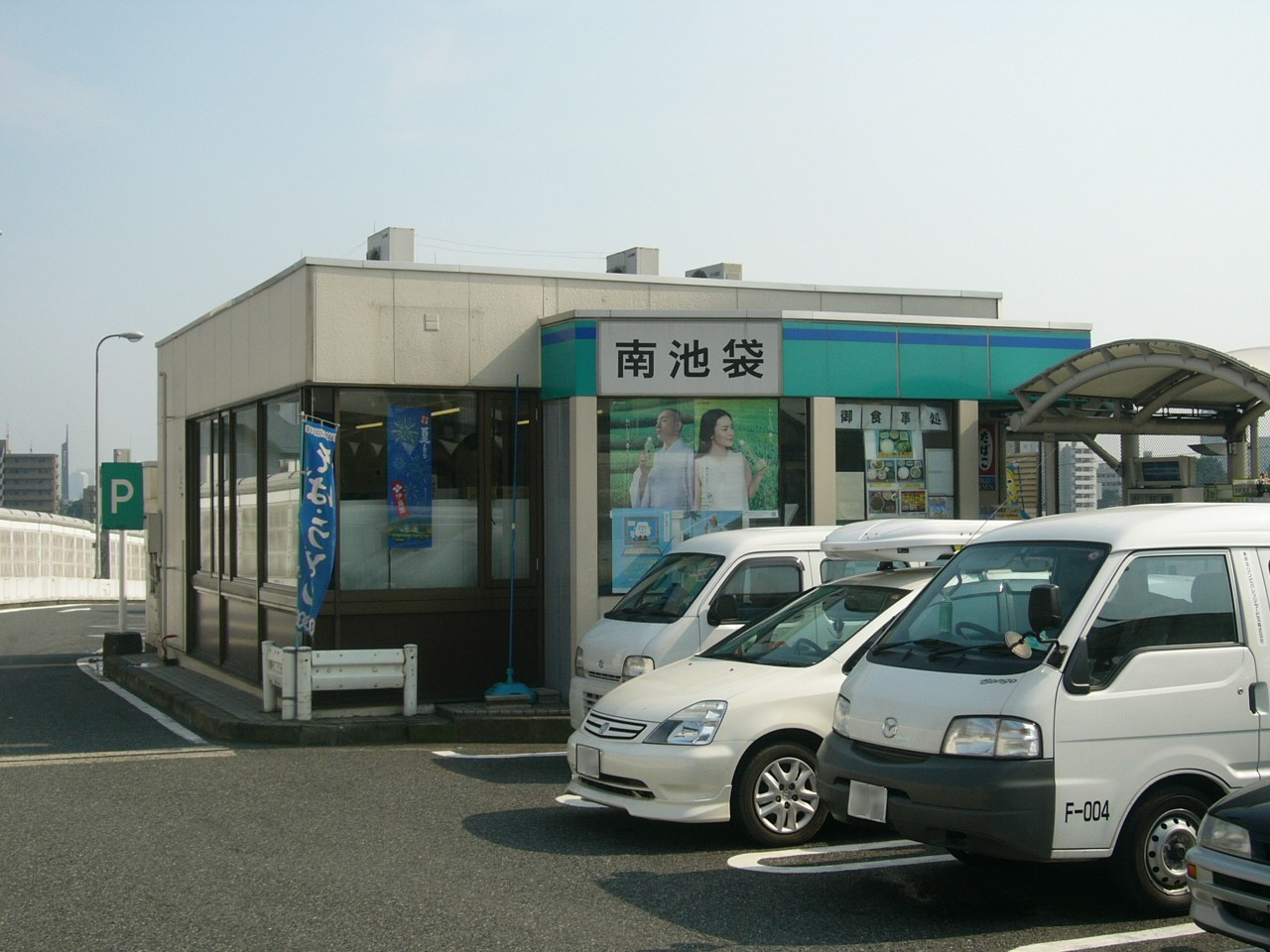
南池袋PA（2006年8月撮影）

南池袋パーキングエリア（みなみいけぶくろパーキングエリア）は、東京都豊島区南池袋の首都高速道路5号池袋線上にあるパーキングエリア。上り線（東京都心方面）にのみ設置されている。

## 道路
- 首都高速5号池袋線

## 施設

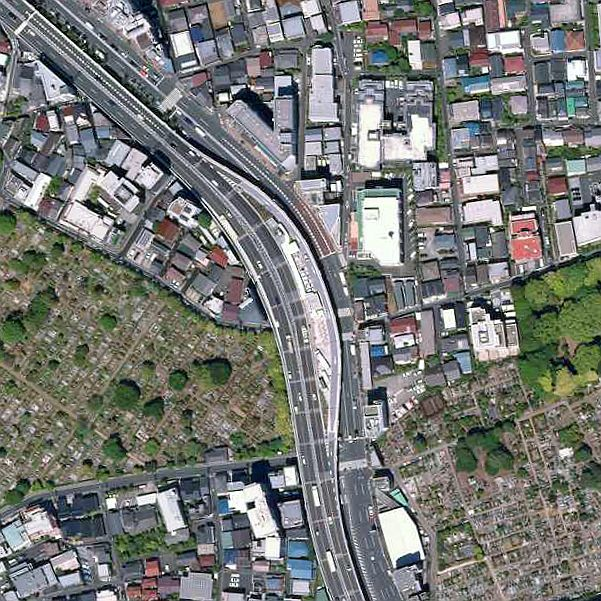
南池袋PA空撮（2019年、国土地理院撮影）

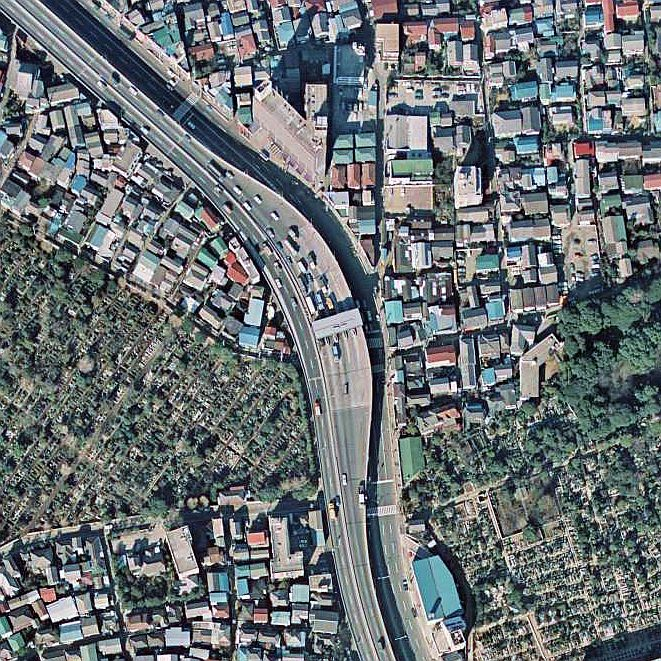
本線料金所時代（1975年、国土地理院撮影）

首都高速5号線が竹橋JCTから北池袋出入口まで開通した当時の本線料金所跡地を転用したものであり、首都高のPAの中でも特に小さな部類に属する。
2009年9月にトイレの改装工事が行われた。また、普通車の駐車場が2台分増え、二輪車専用スペースも設けられた。
出口の加速車線が著しく短いうえに、本線手前に一時停止標識・停止線も設けられているため、この位置で停車して安全を確認したのち、速やかに発進・加速して合流する必要がある。
2025年（令和7年）4月1日、リニューアルオープンした。

### 上り線（竹橋方面）
所在地：東京都豊島区南池袋4丁目112-2外
- 駐車場
  - 小型 15台
  - 大型 4台
  - 身障者用 1台
  - 二輪車用 2台
- トイレ
  - 男 大3(洋式3)、小6
  - 女 6 (洋式6)
  - 身障者用 1
- オートマチック・スーパー・デリス
かつては軽食コーナーと売店が設置されていたが、2009年3月いっぱいで閉鎖され、am/pm（後にファミリーマートに転換）による自販機型24時間コンビニに変更された。

## 隣
首都高速5号池袋線
(505)護国寺出入口 - 南池袋PA - (507,508)東池袋出入口